# آبان‌یشت
آبان‌یشت یکی از قسمت‌های یشت‌ها در اوستاست که به ستایش ناهید یا آناهیتا ایزد بانوی آب‌ها اختصاص دارد.

## آبان‌یشت
آبان‌یشت یکی از یشت‌ها یا قصاید بسیار بلند اوستا که دارای ۳۰ کرده و ۱۳۳ بند است. آبان‌یشت از نظر ترتیب یشت پنجم و از لحاظ تفصیل پس از فروردین‌یشت و مهریشت قرار دارد و سومین یشت بزرگ به شمار می‌آید.
- در بند ۱–۱۵ در مدح و ثنای ناهید سخن رفته‌است.
- در بند ۱۶–۸۳ از پادشاهان و نامدارانی که پیش از زرتشت ناهید را ستودند، یاد می‌کند.
- در بند ۸۴–۹۶ از مینوی نژاد بودن ناهید، و نزول وی از کره ستارگان به طرف زمین صحبت می‌دارد و حاوی دستوری است که خود ناهید به زرتشت می‌دهد از آنکه چگونه مردم او را بستایند.
- در بند ۹۷–۱۱۸ دگرباره از ستایش پادشاهان و نامدارانی صحبت می‌دارد که معاصر زرتشت بودند.
- در بند ۱۱۹–۱۳۲ در تعریف و توصیف ناهید است.[۱]

در آبان یشت نیز همانند یشت‌های دیگر اعتقادات پیش از زرتشت با عقاید زرتشتی درآمیخته‌است. در بندهای ۳ تا ۵ و ۹۶ و ۱۳۲ مشخصات پیش زرتشتی (Pre-Zoroastrian) ایزدبانوی آناهیتا و نیروی حیات بخشی او دیده‌می‌شود. در بندهای دیگر خصوصیت زرتشتی شدهٔ او آشکار است و به گونه‌ای اهورامزدا به او حیات بخشیده‌است تا در ستیز آفریدگان نیک با بدی یاور آنان باشد، مانند بندهای ۱، ۶، ۷، ۹۴، ۹۵، ۱۰۴ و ۱۱۸. این بندها همه قدیمی است و احتمالاً به دوره‌های پیش از هخامنشیان تعلق دارد. کریستن سن ذکر نام بابل را در این یشت (بند ۲۹) قرینه‌ای می‌داند که این یشت در دروهٔ هخامنشی تدوین نهایی یافته‌است.

## ذکر ایرانویج در آبان‌یشت
در بند ۱۰۴ نام ایرانویج آمده است:
«او را بستود زرتشت پاک در آریاویچ در کنار رود دائیتیا با هوم آمیخته به شیر با برسم با زبان خرد با پندار و گفتار و کردار نیک با زَور و با کلام بلیغ»